# Ludwik Chłapowski
Ludwik Chłapowski herbu Dryja – sędzia poznański w latach 1738–1746, podczaszy poznański w latach 1729–1738.
Poseł województwa poznańskiego na sejm zwyczajny pacyfikacyjny 1735 roku.